# Bolivianische Fußballnationalmannschaft
Die bolivianische Fußballnationalmannschaft ist die Fußballnationalmannschaft von Bolivien.
Der bolivianische Fußballverband Federación Boliviana de Fútbol wurde 1925 gegründet. Ein Jahr später folgte die Mitgliedschaft in der FIFA. Die Trikotfarben der Nationalmannschaft – Spitzname „Verdes“ (die Grünen) – sind grün für Trikot und Stutzen und weiß für die Hose.

## Heimvorteil
Ihre Heimspiele trägt die bolivianische Nationalmannschaft im Estadio Hernando Siles in La Paz aus, was ihnen einen Heimvorteil der besonderen Art einbringt: Das Stadion befindet sich etwa 3.600 Meter über dem Meeresspiegel. Viele Auswärtsmannschaften haben mit dem niedrigen Luftdruck Probleme, da sie nur wenige Tage zuvor anreisen, was für eine vollständige Akklimatisierung zu kurz ist, während die einheimischen Spieler meist mehrere Wochen Zeit hatten sich den Verhältnissen anzupassen – allerdings ist der Vorteil nicht mehr so groß wie in früheren Jahren, da mittlerweile auch viele bolivianische Nationalspieler erst kurz vor dem Spiel aus dem Tiefland anreisen.
Am 27. Mai 2007 beschloss die FIFA ein Verbot von offiziellen Spielen in über 2.500 Metern Seehöhe liegenden Stadien. In Bolivien waren davon die Stadien in La Paz, Cochabamba, Sucre, Potosí und Oruro betroffen. Nach heftigen Protesten wurde das Höhenlimit allerdings noch im Juni 2007 auf 3.000 Meter geändert, und später eine Ausnahmegenehmigung für La Paz (3.600 Meter) erlassen.
Am 1. April 2009 gelang der bolivianischen Nationalmannschaft im WM-Qualifikationsspiel gegen das wesentlich stärker einzuschätzende Argentinien ein historischer 6:1-Sieg.

## Teilnahmen an Fußballturnieren

### Teilnahme an Fußball-Weltmeisterschaften
Bolivien konnte sich bisher erst für eine Weltmeisterschaftsendrunde sportlich qualifizieren. An der ersten Endrunde nahm man auf Einladung teil, 1950 da Argentinien nicht antrat.
| Jahr | Gastgeberland          | Teilnahme bis …                    | Letzte(r) Gegner               | Ergebnis | Trainer           | Bemerkungen und Besonderheiten |
| ---- | ---------------------- | ---------------------------------- | ------------------------------ | -------- | ----------------- | --- |
| 1930 | Uruguay                | Vorrunde                           | Jugoslawien, Brasilien         | 12.      | Ulises Saucedo    | Das Spiel gegen Jugoslawien war das erste gegen eine europäische Mannschaft. Auch gegen Brasilien hatte Bolivien zuvor noch nicht gespielt. |
| 1934 | Italien                | nicht teilgenommen                 |                                |          |                   | |
| 1938 | Frankreich             | nicht teilgenommen                 |                                |          |                   | |
| 1950 | Brasilien              | Vorrunde                           | Uruguay                        | 13.      | Mario Pretto      | Nur 1 Spiel |
| 1954 | Schweiz                | Anmeldung durch die FIFA abgelehnt |                                |          |                   | |
| 1958 | Schweden               | nicht qualifiziert                 |                                |          |                   | In der Qualifikation an Argentinien gescheitert |
| 1962 | Chile                  | nicht qualifiziert                 |                                |          |                   | In der Qualifikation an Uruguay gescheitert |
| 1966 | England                | nicht qualifiziert                 |                                |          |                   | In der Qualifikation an Argentinien gescheitert |
| 1970 | Mexiko                 | nicht qualifiziert                 |                                |          |                   | In der Qualifikation an Peru gescheitert |
| 1974 | Deutschland            | nicht qualifiziert                 |                                |          |                   | In der Qualifikation an Argentinien gescheitert |
| 1978 | Argentinien            | nicht qualifiziert                 |                                |          |                   | In der Qualifikation an Brasilien und Peru gescheitert |
| 1982 | Spanien                | nicht qualifiziert                 |                                |          |                   | In der Qualifikation an Brasilien gescheitert |
| 1986 | Mexiko                 | nicht qualifiziert                 |                                |          |                   | In der Qualifikation an Brasilien gescheitert |
| 1990 | Italien                | nicht qualifiziert                 |                                |          |                   | In der Qualifikation an Uruguay gescheitert |
| 1994 | USA                    | Vorrunde                           | Deutschland, Südkorea, Spanien | 21.      | Xabier Azkargorta | 0:1 im Eröffnungsspiel gegen den amtierenden Weltmeister Deutschland. |
| 1998 | Frankreich             | nicht qualifiziert                 |                                |          |                   | In der Südamerika-Qualifikation, die erstmals im Liga-System zwischen den südamerikanischen Bewerbern – außer Brasilien, das als Weltmeister direkt qualifiziert war – ausgetragen wurde, belegte Bolivien nur den 8. Platz. Die ersten Vier konnten sich qualifizieren.                                                                |
| 2002 | Südkorea/Japan         | nicht qualifiziert                 |                                |          |                   | In der Südamerika-Qualifikation, die erneut im Liga-System ausgetragen wurde, belegte Bolivien nur den 7. Platz. Die ersten Vier konnten sich qualifizieren, Uruguay als Fünfter über die Play-offs gegen Australien. |
| 2006 | Deutschland            | nicht qualifiziert                 |                                |          |                   | In der Südamerika-Qualifikation belegte Bolivien nur den 10. und letzten Platz. Die ersten Vier konnten sich direkt qualifizieren, Uruguay als Fünfter scheiterte diesmal in den Play-offs gegen Australien. |
| 2010 | Südafrika              | nicht qualifiziert                 |                                |          |                   | In der Südamerika-Qualifikation belegte Bolivien nur den 9. Platz, konnte dabei Argentinien mit 6:1 eine der höchsten Niederlagen beibringen. Die ersten Vier konnten sich direkt qualifizieren, Uruguay als Fünfter über die Play-offs gegen Costa Rica.                                                                               |
| 2014 | Brasilien              | nicht qualifiziert                 |                                |          |                   | Nach zwei Siegen, vier Remis und acht Niederlagen in der Südamerika-Qualifikation hatte Bolivien bereits am 6. September 2013 keine Chance mehr, sich zu qualifizieren. |
| 2018 | Russland               | nicht qualifiziert                 |                                |          |                   | Bereits nach dem sechstletzten Spiel der Südamerika-Qualifikation hatte Bolivien keine Chance mehr, sich zu qualifizieren. |
| 2022 | Katar                  | nicht qualifiziert                 |                                |          |                   | Bolivien wurde 9. und damit Vorletzter der Südamerika-Qualifikation. Nur die ersten vier Teams qualifizierten sich direkt für das Turnier, der Tabellenfünfte Peru schied in den interkontinentalen Playoffs aus. |
| 2026 | Kanada, Mexiko und USA |                                    |                                |          |                   | In der im September 2023 begonnenen Qualifikation treten wieder alle zehn CONMEBOL-Mitglieder in Hin- und Rückspielen gegeneinander an. Die sechs bestplatzierten Mannschaften qualifizieren sich direkt für die WM-Endrunde 2026. Der Siebtplatzierte nimmt als südamerikanischer Teilnehmer am WM-Play-off-Turnier im März 2026 teil. |

Der bislang größte Erfolg war der Gewinn der Copa América im Jahr 1963 im eigenen Land.

## Rekordspieler
Bolivien ist die letzte CONMEBOL-Mannschaft, von der ein Spieler 100 Länderspiele bestritt. Dies gelang Ronald Raldes am 28. Mai 2018 beim 0:3 gegen die USA. Er hatte 14 Monate zuvor am 23. März 2017 mit seinem 94. Länderspiel schon die langjährigen Rekordnationalspieler Luis Cristaldo und Marco Sandy abgelöst. Am 8. September 2023 wurde Marcelo Moreno mit seinem 102. Länderspiel neuer Rekordnationalspieler.
(Stand: 19. November 2024)
| Spiele | Spieler                | Zeitraum   | Tore |
| ------ | ---------------------- | ---------- | ---- |
| 107    | Marcelo Moreno         | 2007–2023  | 31   |
| 101    | Ronald Raldes          | 2001–2018  | 3    |
| 93     | Luis Cristaldo         | 1989–2005  | 5    |
| 93     | Marco Sandy            | 1993–2003  | 6    |
| 89     | José Milton Melgar     | 1980–1997  | 6    |
| 88     | Carlos Fernando Borja  | 1979–1995  | 1    |
| 87     | Juan Carlos Arce       | 2004–aktiv | 14   |
| 85     | Julio César Baldivieso | 1991–2005  | 15   |
| 85     | Juan Manuel Peña       | 1991–2009  | 1    |
| 80     | Miguel Rimba           | 1989–2000  | 0    |
| 77     | Óscar Carmelo Sánchez  | 1994–2006  | 6    |
| 75     | Jaime Moreno           | 1991–2008  | 9    |
| 71     | Marco Etcheverry       | 1989–2003  | 13   |

| Tore | Spieler                | Zeitraum   | Spiele |
| ---- | ---------------------- | ---------- | ------ |
| 31   | Marcelo Moreno         | 2007–2023  | 107    |
| 20   | Joaquín Botero         | 1999–2009  | 48     |
| 16   | Víctor Ugarte          | 1947–1963  | 45     |
| 15   | Carlos Aragonés        | 1977–1981  | 31     |
| 15   | Julio César Baldivieso | 1991–2005  | 85     |
| 15   | Erwin Sánchez          | 1989–2005  | 57     |
| 14 1 | Juan Carlos Arce       | 2004–aktiv | 87     |
| 13   | Máximo Alcócer         | 1957–1963  | 22     |
| 13   | Marco Etcheverry       | 1989–2002  | 71     |
| 10   | Miguel Aguilar         | 1977–1983  | 34     |
| 9    | Jaime Moreno           | 1991–2007  | 75     |
| 9    | William Ramallo        | 1989–1997  | 36     |

## Trainer
Bolivien wurde bei seinen WM-Teilnahmen von folgenden Trainern betreut:
- Ulises Saucedo (WM 1930)
- Mario Pretto (WM 1950)
- Xabier Azkargorta (WM 1994)

### Trainer
- Rudi Gutendorf (1974)
- Xabier Azkargorta (1993–1994, 2012)
- Nelson Acosta (2003–2004)
- Mauricio Soria (2014–2015)
- Julio César Baldivieso (2015–2016)[6]
- César Farías (2018–2019)
- Eduardo Villegas (2019)
- César Farías (2019–2022)
- Pablo Escobar (2022) interim
- Gustavo Costas (2022–2023)
- Antônio Carlos Zago (2023–2024)
- Óscar Villegas (ab 2024)

## Spiele gegen deutschsprachige Fußballnationalmannschaften
|    | Datum         | Ort         | Art                      | Heimmannschaft | Resultat | Gastmannschaft |
| -- | ------------- | ----------- | ------------------------ | -------------- | -------- | -------------- |
| 1. | 11. Juni 1994 | Montreal () | Freundschaftsspiel       | Bolivien       | 0:0      | Schweiz        |
| 2. | 17. Juni 1994 | Chicago ()  | Gruppenspiel der WM 1994 | Deutschland    | 1:0      | Bolivien       |

Es gab bisher keine Begegnungen gegen Liechtenstein, Luxemburg oder Österreich.